# Wings in the Dark
Wings in the Dark (bra: Asas nas Trevas) é um filme de aviação estadunidense de 1935, do gênero drama romântico, dirigido por James Flood, estrelado por Myrna Loy e Cary Grant, e coestrelado por Roscoe Karns, Hobart Cavanaugh e Dean Jagger. O roteiro de Jack Kirkland, Frank Partos, Dale Van Every e Earl H. Robinson foi baseado na história "Eyes of the Eagle", de Nell Shipman e Philip D. Hurn.
A trama retrata a história de uma aviadora destemida e um inventor cego que enfrentam situações desafiadoras para validar seus experimentos visionários.
Este foi o primeiro dos três filmes que Loy e Grant coestrelaram juntos, embora a biógrafa de Loy, Emily Leider, diga que a produção "desperdiça seus talentos e provoca uma risada involuntária". O filme continua notável como uma rara representação cinematográfica de um protagonista cego (interpretado por Grant) durante a década de 1930, e também é conhecido por sua fotografia aérea realizada por Dewey Wrigley.

## Sinopse
O engenheiro aeroespacial Ken Gordon (Cary Grant) e seu leal mecânico, Mac (Hobart Cavanaugh), estão determinados a desenvolver uma tecnologia que permita aos pilotos voar com segurança, mesmo em condições climáticas adversas. No entanto, um repórter irresponsável, Nick Williams (Roscoe Karns), publica prematuramente uma história sobre um voo de longa distância que Gordon havia planejado para provar suas teorias, o que resulta na perda do financiamento que ele tinha para seu experimento.
Gordon é apresentado à habilidosa aviadora Sheila Mason (Myrna Loy) e, após ficar cego em um acidente na oficina, ela assume trabalhos perigosos de acrobacias aéreas para apoiar secretamente sua pesquisa em andamento. Quando Sheila embarca em um arriscado voo sem escalas de Moscou para Nova Iorque e corre o risco de cair sobre um campo de aviação envolto em neblina, apenas uma pessoa é capaz de salvá-la.

## Elenco
- Myrna Loy como Sheila Mason
- Cary Grant como Ken Gordon
- Roscoe Karns como Nick Williams
- Hobart Cavanaugh como Mac
- Dean Jagger como Top Harmon
- Russell Hopton como Jake Brashear
- Matt McHugh como Mecânico
- Graham McNamee como Anunciador de Rádio
- Lightning, o Cão como Ele mesmo

## Produção
As filmagens principais do filme começaram em 22 de outubro de 1934. O capitão Earl H. Robinson foi o consultor técnico do filme, e adaptou o roteiro ao lado de Dale Van Every. A aeronave de Ken Gordon é um Lockheed Model 8 Sirius; outras aeronaves presentes no filme incluíram um Travel Air B 4000, pilotado por Sheila Mason, e um Lockheed Vega 5B.
Myrna Loy, contratada da Metro-Goldwyn-Mayer, foi emprestada para a Paramount Pictures para participar do filme. Após isso, Loy negociou com sua produtora para receber mais dinheiro e controle criativo de suas produções. Eventualmente, suas demandas foram atendidas. Fontes afirmam que seu sucesso em suas negociações pode ter sido devido à "paixão implacável" que Louis B. Mayer possuía por ela.
Amelia Earhart também trabalhou como consultora no set de gravações. Embora não mencionado nos créditos, as cenas aéreas foram feitas pelo renomado piloto cinematográfico Paul Mantz, que utilizou aeronaves de sua própria frota, incluindo o Lockheed Vega.

## Recepção
Andre Sennwald, em sua crítica para o jornal The New York Times, descreveu o filme como "... um melodrama agradavelmente interpretado e habilmente filmado das vias aéreas em tempo de paz, que é prejudicado por uma narrativa confusa. As altas altitudes têm a tendência de deixar os roteiristas um pouco tontos, com o resultado de que o grande clímax do novo filme da Paramount pareça ter sido composto durante um parafuso".
Nell Shipman ficou muito desapontada com a atuação de Myrna Loy e com a diminuição do papel do cão-guia como um dos personagens principais. Ela foi uma das autoras da história que serviu de inspiração para o roteiro do filme, a qual foi criada a partir de uma versão ficcionalizada da vida de Amelia Earhart, uma pessoa com quem Shipman tinha uma relação pessoal. Graham Greene chamou o filme de "tão sentimental quanto é improvável", mas "... tão emocionante quanto é ingênuo".
Historiadores consideram-o como um dos vários filmes de aviação mal executados produzidos durante o início da Grande Depressão.